# Grau de Queralt
El Grau de Queralt és un grau de muntanya situat a 1.700 msnm, al terme municipal de Coll de Nargó, de l'Alt Urgell.
És a l'extrem de llevant de la Serra de Carreu, al capdamunt -nord-oest- de la Cantalera; també queda al nord de la Mata de la Torre i al sud-est del Cap de Plan-de-riba.
Per aquest pas circulava un dels camins de muntanya que travessaven la Serra de Carreu, entre Abella de la Conca i Carreu. Una part d'aquest camí es conserva pel vessant septentrional del Grau de Queralt: el Camí del Grau. El Grau de Queralt és una de les referències de les rutes de senderisme que discorren per la Serra de Carreu, principalment enllaçant el poble de Bóixols amb la vall de Carreu.

## Etimologia
Es tracta d'un topònim descriptiu: “grau” és un dels equivalents de “pas” o “collada” que indica accedir a un nivell superior; és la mateixa arrel que “graó”. Quer és un mot preromà que significa “roca”, al qual s'afegeix l'adjectiu “alt”. És, per tant, el “pas de la roca alta”.